# 秦野市立鶴巻中学校
秦野市立鶴巻中学校（はだのしりつ つるまきちゅうがっこう）は、神奈川県秦野市鶴巻にある公立中学校である。立地は小田急小田原線鶴巻温泉駅から徒歩10分の場所にある。

## 開校記念日
- 4月17日

## 沿革小史
- 1986年（昭和61年） - 秦野市立大根中学校から分離設立。
- 2001年（平成13年） - 福祉教育指定校に選定・

## 教育目標
「自主的、自律的精神に満ち、いかなる社会でも健全に生き抜く人間の育成」
若い鶴よ　大いなる渡りを
学校のスローガン　
「ありがとうと言う心、言われる行動」
目指す生徒像
1.進んで学び、考える生徒
2.感謝し進んで奉仕する生徒
3.正しく判断できる生徒
4.責任を持ってやり遂げる生徒
目指す鶴巻中の姿
1.生徒や保護者、地域と共に歩む学校
2.認め・支える雰囲気に包まれた学校
3.積極的に授業改善が推進される学校
4.美しく整った学校

## 主な行事
- プレ舞鶴祭
- 舞鶴祭　運動の部
- 舞鶴祭　文化の部
- 鶴Fes

## 著名な出身者
- 小林直己 - 陸上選手（2015年世界選手権4×400mリレー日本代表）